# 古爾蒂斯峰

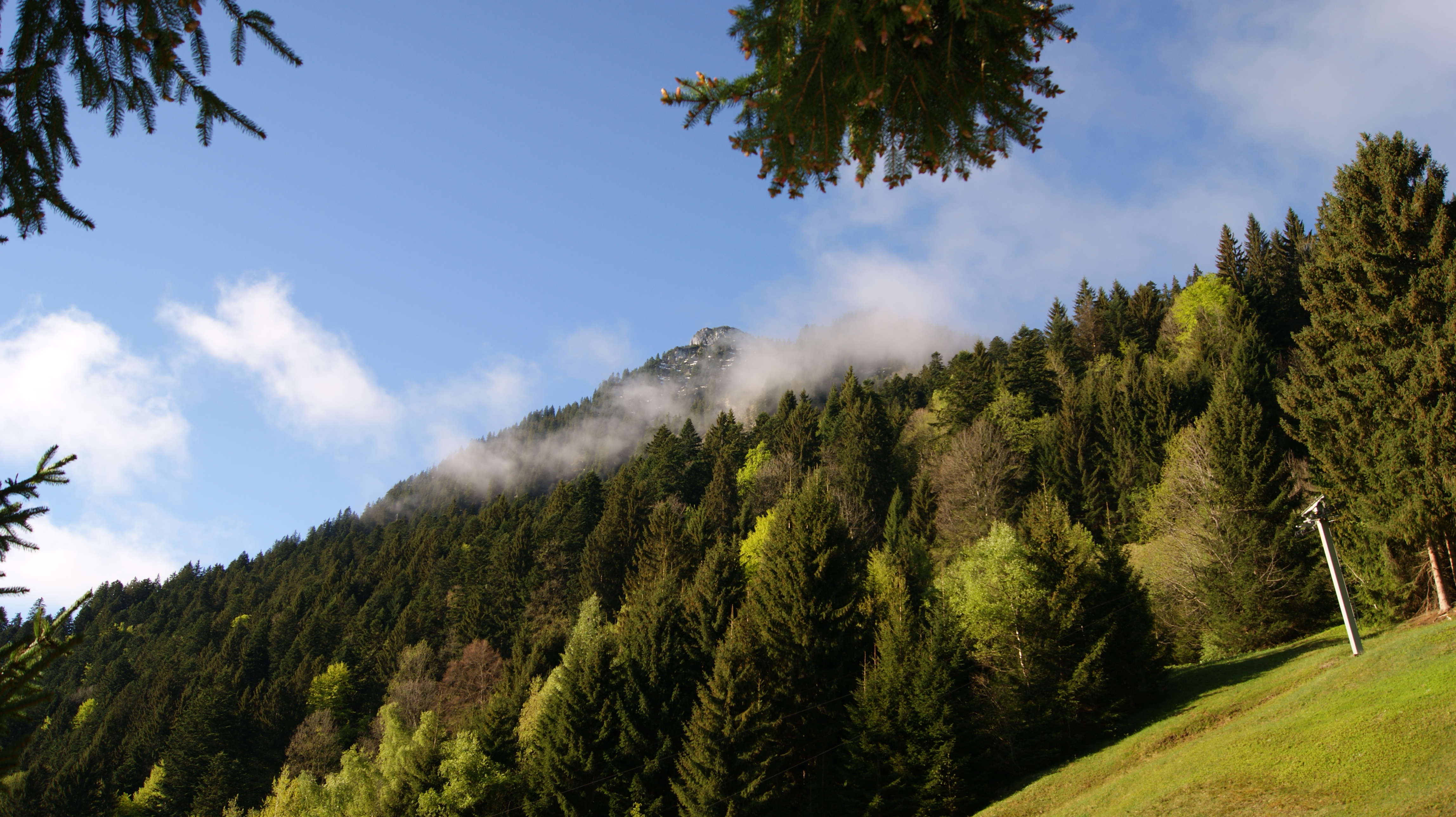

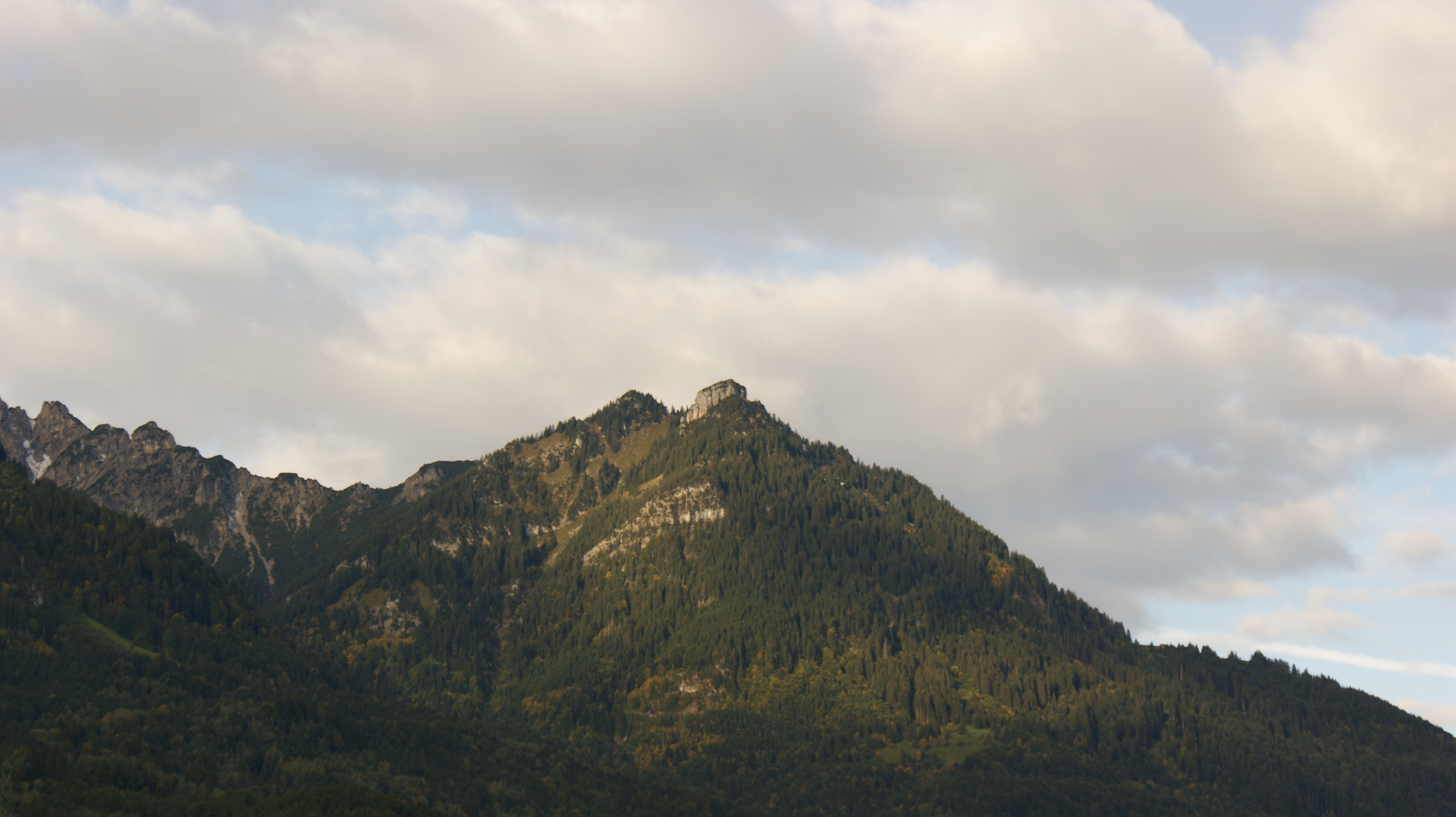

47°10′55″N 9°37′56″E / 47.181953°N 9.632206°E
古爾蒂斯峰（德語：Gurtisspitze），是奧地利的山峰，位於該國西部，由福拉爾貝格州負責管轄，屬於雷蒂孔山的一部分，距離上克普弗山1公里，海拔高度1,778米，每年平均降雨量1,852毫米。